# ルイ・ド・ギュイエンヌ
ルイ・ド・フランス（フランス語: Louis de France）またはルイ・ド・ギュイエンヌ（フランス語: Louis de Guyenne, 1397年1月22日 - 1415年12月18日）は、フランスの王太子（ドーファン）。フランス王シャルル6世と王妃イザボー・ド・バヴィエールの三男。姉にイングランド王リチャード2世およびオルレアン公シャルルの妃イザベル、ブルターニュ公ジャン5世妃ジャンヌ、ブルゴーニュ公フィリップ3世妃ミシェル、妹にイングランド王ヘンリー5世妃カトリーヌ、弟にトゥーレーヌ公ジャン、フランス王シャルル7世がいる。
シャルル6世はシャルル7世を含めて5人の息子を王太子に立てたが、ルイは3人目の王太子である。ただし、ルイの兄である最初の2人の王太子（いずれもシャルルと名付けられた）は共に幼少時に死亡している（1386年、1392年 - 1401年）。ルイはまたギュイエンヌ（アキテーヌ）公にも叙せられていた。

## 生涯
1403年1月に大叔父に当たるブルゴーニュ公フィリップ2世（豪胆公）の意向でルイと豪胆公の孫娘でヌヴェール伯ジャン（後のジャン1世、無怖公）の娘マルグリットとの婚約が決定、同時にルイの姉ミシェルとマルグリットの弟フィリップ（後のフィリップ3世、善良公）も婚約させられた。
父が発狂して統治不能になると叔父のオルレアン公ルイと無怖公が政権の座を巡って争い、ルイは母共々無力で双方の駒として翻弄されていた。1405年に無怖公がアラスから兵を率いてパリへ進軍すると母と叔父がムランへ逃亡、ルイは後を追おうとして無怖公に捕らえられた。この時はベリー公ジャン1世（豪胆公の兄）の仲介で事無きを得たが、1407年に叔父が無怖公の刺客に暗殺されると緊張が高まり、翌1408年に無怖公が事件の自己弁護に努めた時も罪状を咎めず聞くだけに終わり、1409年に無怖公が政権を握ると母と共に彼の監視下に置かれた。
1412年にマルグリットと結婚したが、段々無怖公に反発するようになり、1413年に密かにアルマニャック派と接触したことが一因でパリのブルゴーニュ派が暴動（カボシュの反乱）を起こした。側近を多数処刑されたことに憤慨したルイはアルマニャック派に救援を要請、無怖公らブルゴーニュ派を追放してアルマニャック派と手を組み、1414年5月にコンピエーニュ・ソワソンなどを落としブルゴーニュ派を追い詰めるが、イングランド襲来が目前に迫っていたため9月に無怖公と和睦した。以後はアルマニャック派と共にパリを守備していたが、1415年12月に18歳で早世し、子供を残さなかった。マルグリットはその後アルテュール・ド・リッシュモンと再婚している。新たに王太子に立てられた弟のトゥーレーヌ公ジャンもほどなく死去し、次の弟シャルルが最後の王太子となった。
シェイクスピアの戯曲『ヘンリー五世』では百年戦争のアジャンクールの戦いにおけるフランス軍の指揮官の1人として登場するが、実際にはベリー公の配慮で父の許にとどめられ、戦いには参加していない。ルイの死はその約2ヵ月後のことである。